# أبو زعبل للكيماويات المتخصصة
شركة أبو زعبل للكيماويات المتخصصة أو مصنع 18 الحربي هي شركة مساهمة حكومية مصرية، إحدى شركات الهيئة القومية للإنتاج الحربي التابعة لوزارة الدولة للإنتاج الحربي، أنشأت سنة 1950 في منطقة أبو زعبل بمحافظة القليوبية، تعمل في مجال الصناعات العسكرية والمدنية.

## منتجات الشركة
- ديناميت.
- زيت نباتي.
- طلاء.
- سماد.

## وصلات خارجية
- الموقع الرسمي للشركة.